# Lazarus (entorno de desarrollo)
Lazarus es una herramienta de desarrollo rápido de aplicaciones (RAD) basada en el lenguaje de programación Object Pascal, disponible para los sistemas operativos Windows, GNU/Linux y Mac OS X.
Se trata de una alternativa libre y gratuita a Delphi, desarrollada como proyecto de software libre a partir de Free Pascal. La web y la mayoría de la documentación están en inglés, pero el entorno de desarrollo (IDE) sí está traducido al español en gran parte.

## Historia
Lazarus fue creado en febrero de 1999 por Cliff Baeseman, Shane Miller y Michael A. Hess, quienes luego de un frustrado paso por el proyecto Megido, decidieron crear su propio software de desarrollo rápido para Object Pascal.

## Compatibilidad con bases de datos
Lazarus es compatible con varios motores de bases de datos, sin embargo el desarrollador debe instalar paquetes adicionales para gestionar cada uno. El programador puede acceder a la base de datos mediante código o bien arrastrando componentes en un formulario visual. Los componentes de la base de datos representan campos y son conectados por la correcta configuración de propiedades a un TDataSource, que representa una tabla y es también conectado a los componentes de la base de datos, ya sea TPSQLDatabase, TSQLiteDataSet o algún otro.
Los siguientes motores de bases de datos son compatibles:
- PostgreSQL requiere el paquete PSQL
- dBase y FoxPro pueden ser usados sin necesidad de un servidor externo o biblioteca mediante el componente TDbf
- MySQL funciona correctamente
- SQLite, necesita sólo una simple biblioteca externa y el componente TSQLiteDataSet o ZeosLib
- Microsoft SQL Server, funciona con la biblioteca ZeosLib
- InterBase / Firebird, componente de acceso nativo, también trabaja con ZeosLib
- Oracle, también trabaja con ZeosLib
- MariaDB, accesible a través de ZeosLib y a carpeta de archivo

## Licencia
Aunque el software Lazarus está licenciado bajo la GPL, el software desarrollado mediante el uso de esta herramienta puede ser distribuido bajo alguna otra licencia. La biblioteca de componentes de Lazarus (LCL) se vincula estáticamente dentro de los programas y es licenciada usando una versión modificada de la LGPL diseñada especialmente para permitir vinculaciones estáticas a programas privativos.
Nótese que instalar un paquete en tiempo de diseño equivale a vincular al IDE. Distribuir el IDE Lazarus junto a paquetes en tiempo de diseño con una licencia no compatible con GPL (por ejemplo, MPL) preinstalados podría suponer una violación de licencia. Aparte de esto, se puede construir paquetes propietarios de Lazarus siempre que no se distribuyan un Lazarus preinstalado con ellos.